# Anse La Galissonnière
Anse La Galissonnière är en vik i Kanada.   Den ligger i provinsen Québec, i den östra delen av landet, 700 km norr om huvudstaden Ottawa.
Trakten runt Anse La Galissonnière är nära nog obefolkad, med mindre än två invånare per kvadratkilometer.